# Mordellistena liturata
Mordellistena liturata es una especie de coleóptero de la familia Mordellidae. Mide 2.5-3 mm hasta el extreo de los élitros y   3.5-4.5 mm hasta el extremo anal. Los adultos son activos de mayo a julio.

## Distribución geográfica
Habita en el este de Estados Unidos, hasta Michigan, Georgia y Carolina del norte.